# Верхнее Скворчее
Ве́рхнее Скво́рчее — село в Залегощенском районе Орловской области России. Административный центр Верхнескворченского сельского поселения.
До образования Залегощенского района входило в состав Новосильского уезда Тульской губернии.

## Название
Название получено от расположения села в верхнем течении реки Скворки (нежели нахождения другого села ниже по течению — Нижнее Скворчее).

## География
Расположено на левом низменном берегу реки Скворки в 17 км от райцентра Залегощи.

## История

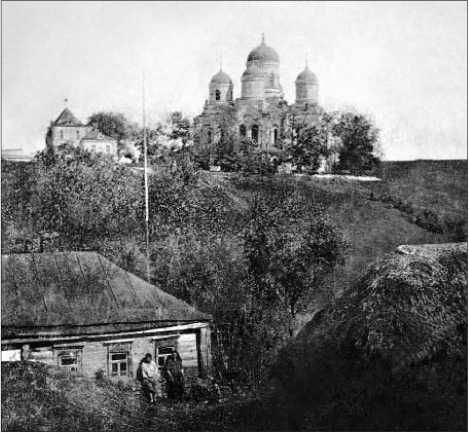
Храм Воскресения Христова в селе Верхнее Скворчее. Не сохранился. Фото первой половины XX в.

Время возникновения церковного прихода и статуса села неизвестно. Каменный одноэтажный храм во имя Воскресения Христова с приделом Пресвятой Богородицы и каменной колокольней был построен в 1769 году на средства помещицы Любови Шеншиной. Но этот древний храм в 1891 году был разобран по желанию митрополита Московского Иоанникия, родившегося в этом селе и служившем в этой церкви. А материал пошёл на строительство нового каменного двухэтажного пятиглавого четырёхпрестольного храма (без колокольни), который построили в 1893 году на собственные средства этого митрополита. Колокола размещались в западной главе церкви. Новый храм отличался прекрасной внешней и внутренней отделкой, дубовыми резными иконостасами, живописными иконами московских мастеров. Приход состоял из самого села и близлежащих деревень: Скворчее Хитрово, Скворчее Петрово, Николаевки, сельца Ольховец (Озёрна). Имелась земская школа. 

## Население
| 1857 | 1859  | 1915 | 2002 | 2010 |
| ---- | ----- | ---- | ---- | ---- |
| 692  | ↗1009 | ↘917 | ↘332 | ↘324 |